# Kleifakotsmúli
Kleifakotsmúli är ett berg i republiken Island. Det ligger i regionen Västfjordarna, 180 km norr om huvudstaden Reykjavík. Toppen på Kleifakotsmúli är 432 meter över havet.
Trakten runt Kleifakotsmúli är nära nog obefolkad, med mindre än två invånare per kvadratkilometer. Det finns inga samhällen i närheten. Trakten runt Kleifakotsmúli består i huvudsak av gräsmarker.